# 海洋業務・対潜支援群
海洋業務・対潜支援群（かいようぎょうむ・たいせんしえんぐん、英称：Oceanography ASW Support Command）とは、海上自衛隊の自衛艦隊に属する部隊の一つ。司令部は船越地区（神奈川県横須賀市船越町7-73）におかれており、海洋業務・対潜支援群司令は海将補（二）をもって充てられている。

## 任務
海洋業務群を再編し、2015年（平成27年）12月1日付をもって編成を完結した。対潜水艦作戦に必要な日本近海の海洋データ（水質、水温、潮流、海底地形等）、水中の音響資料、その他対潜戦術資料を収集・分析・研究して護衛艦、航空機に資料として提供することが主たる任務である。また、気象データ（天気図、台風予想、気温変化等）の作成を行っている。

## 沿革
- 1969年（昭和44年）10月1日：海洋業務隊が新編[3]。海洋資料作業隊ほかでもって編成。
- 1980年（昭和55年）3月18日：海洋業務隊が廃止。長官直轄部隊として「海洋業務群」が新編[3]。
- 1981年（昭和56年）7月15日：海洋観測所を新編し隷下に編入。
- 1984年（昭和59年）7月2日：沖縄海洋観測所を新編し隷下に編入、海洋観測所を下北海洋観測所に改称。
- 1992年（平成04年）2月15日：海洋資料作業隊が廃止、対潜資料隊及び気象資料管理隊を新編[4]。
- 1995年（平成07年）6月30日：自衛艦隊直轄の音響業務支援隊が廃止となり、同隊隷下の鹿児島音響測定所を対潜資料隊に編入[5]。
- 2002年（平成14年）3月22日：鹿児島音響測定所が廃止。
- 2006年（平成18年）4月3日：長官直轄から自衛艦隊隷下に編成替え。
- 2015年（平成27年）12月1日：海洋業務群が「海洋業務・対潜支援群」に改編[6]。

1. 群司令が1等海佐（一）から海将補（二）に改められた[6]
2. 気象資料管理隊が廃止、「対潜評価隊」を新編。
3. 開発隊群隷下の鹿児島試験所が「鹿児島音響測定所」に改編され隷下に編入。
4. 海洋観測艦を運用する部隊として「第1海洋観測隊」を新編。
5. 音響測定艦を運用する部隊として「第1音響測定隊」を新編。

- 2017年（平成29年）11月1日：第1音響測定隊に海自艦艇として初めてクルー制（乗員を固定せず、3クルーが交互に乗組み2隻を運用する）を導入[7]。
- 2020年（令和02年）10月1日：群司令部が船越地区に完成した自衛艦隊司令部の新庁舎「海上作戦センター」に移転[8][9]。
- 2021年（令和03年）3月4日：第1音響測定隊に第4クルーが発足[10]。

## 編成
- 海洋業務・対潜支援群司令部（横須賀基地船越地区）
  - 対潜資料隊（横須賀基地楠ケ浦地区）
  - 対潜評価隊（横須賀基地船越地区）
  - 沖縄海洋観測所（沖縄基地）
  - 下北海洋観測所（青森県下北郡東通村）
  - 鹿児島音響測定所（霧島市）
  - 第1海洋観測隊：海洋観測艦「わかさ」、「にちなん」、「しょうなん」
  - 第1音響測定隊（呉基地）：音響測定艦「ひびき」、「はりま」、「あき」
  - 敷設艦「むろと」（呉基地）

## 主要幹部
| 官職名                   | 階級    | 氏名     | 補職発令日     | 前職                           |
| ------------------------ | ------- | -------- | -------------- | ------------------------------ |
| 海洋業務・対潜支援群司令 | 海将補  | 本村信悟 | 2025年08月01日 | 情報本部情報官                 |
| 首席幕僚                 | 1等海佐 | 細木章慎 | 2025年03月24日 | 海洋業務・対潜支援群司令部勤務 |
| 対潜資料隊司令           | 1等海佐 | 兎澤仁   | 2025年08月04日 | 第5潜水隊司令                  |
| 対潜評価隊司令           | 1等海佐 | 半﨑誠   | 2024年03月28日 | 海上自衛隊幹部学校勤務         |
| 沖縄海洋観測所長         | 1等海佐 | 久保守幸 | 2025年07月22日 | 函館基地隊付                   |
| 下北海洋観測所長         | 2等海佐 | 岡氏進一 | 2016年11月21日 | 横須賀地方総監部管理部総務課長 |
| 第1海洋観測隊司令        | 1等海佐 | 青木操   | 2022年10月03日 | 自衛隊福岡地方協力本部募集課長 |
| 第1音響測定隊司令        | 1等海佐 | 下條裕史 | 2024年08月23日 | 海洋業務・対潜支援群司令部勤務 |

| 代                                       | 氏名                            | 在職期間                        | 出身校・期                      | 前職                                        | 後職                                                      |
| 海洋業務群司令（1等海佐（一））          | 海洋業務群司令（1等海佐（一）） | 海洋業務群司令（1等海佐（一）） | 海洋業務群司令（1等海佐（一）） | 海洋業務群司令（1等海佐（一））             | 海洋業務群司令（1等海佐（一））                           |
| ---------------------------------------- | ------------------------------- | ------------------------------- | ------------------------------- | ------------------------------------------- | --------------------------------------------------------- |
| 01                                       | 川村 成                         | 1980.3.17 - 1981.12.1           | 水産講習所・ 2期幹候            | 海洋業務隊司令                              | 装備実験隊司令                                            |
| 02                                       | 田中 守                         | 1981.12.2 - 1983.7.31           | 甲種予科練・ 5期幹候            | 横須賀潜水艦基地隊司令 →1982.7.1 海将補昇任 | 退職                                                      |
| 03                                       | 竹内秀一                        | 1983.8.1 - 1985.12.19           | 金沢大・ 4期幹候                | ふじ艦長 →1983.6.2 自衛艦隊司令部付         | 横須賀地方総監部付 →1986.2.17 佐世保教育隊司令            |
| 04                                       | 河合恒二 （海将補）             | 1985.12.20 - 1987.7.6           | 東京水産大・ 4期幹候            | 第2掃海隊群司令                             | 退職                                                      |
| 05                                       | 佐藤 保                         | 1987.7.7 - 1989.7.31            | 防大1期                         | 第33護衛隊司令                              | 退職（海将補昇任）                                        |
| 06                                       | 伊藤和賢                        | 1989.8.1 - 1991.3.19            | 防大3期                         | 第1潜水隊群司令                             | 退職（海将補昇任）                                        |
| 07                                       | 向井 朗                         | 1991.3.20 - 1992.3.22           | 防大4期                         | 海上自衛隊第1術科学校副校長                 | 退職（海将補昇任）                                        |
| 08                                       | 永田眞晟                        | 1992.3.23 - 1993.12.19          | 防大5期                         | 運用開発隊司令                              | 退職（海将補昇任）                                        |
| 09                                       | 平田清勝                        | 1993.12.20 - 1995.3.31          | 防大8期                         | 統合幕僚会議事務局 第1幕僚室企画調整官      | 退職（海将補昇任）                                        |
| 10                                       | 玉井 晃                         | 1995.4.1 - 1996.12.1            | 防大8期                         | 海上自衛隊幹部候補生学校副校長              | 退職（海将補昇任）                                        |
| 11                                       | 藤村輝行                        | 1996.12.2 - 1998.8.2            | 防大9期                         | 海上自衛隊第1術科学校副校長                 | 退職（海将補昇任）                                        |
| 12                                       | 古川俊男                        | 1998.8.3 - 1999.8.1             | 防大10期                        | 海上自衛隊第1術科学校副校長                 | 退職（海将補昇任）                                        |
| 13                                       | 竹島信博                        | 1999.8.2 - 2001.4.1             | 防大12期                        | 函館基地隊司令                              | 退職（海将補昇任）                                        |
| 14                                       | 重水義也                        | 2001.4.2 - 2002.12.15           | 防大14期                        | 第1海上訓練指導隊司令                       | 退職（海将補昇任）                                        |
| 15                                       | 岩谷文隆                        | 2002.12.16 - 2003.12.18         | 防大14期                        | 横須賀地方総監部防衛部長                    | 退職（海将補昇任）                                        |
| 16                                       | 清末純博                        | 2003.12.19 - 2005.6.30          | 防大16期                        | 横須賀地方総監部管理部長                    | 退職（海将補昇任）                                        |
| 17                                       | 中塚久雄                        | 2005.7.1 - 2007.12.2            | 防大18期                        | 海上自衛隊第1術科学校副校長                 | 退職（海将補昇任）                                        |
| 18                                       | 荒井 正                         | 2007.12.3 - 2008.12.18          | 防大20期                        | 対潜資料隊司令                              | 退職（海将補昇任）                                        |
| 19                                       | 松原研二                        | 2008.12.19 - 2009.11.30         | 東海大・ 28期幹候               | 沖縄基地隊司令                              | 退職（海将補昇任）                                        |
| 20                                       | 酒井良文                        | 2009.12.1 - 2011.4.14           | 防大22期                        | 呉警備隊司令                                | 退職（海将補昇任）                                        |
| 21                                       | 佐藤俊也                        | 2011.4.15 - 2013.7.31           | 防大27期                        | 海上幕僚監部防衛部装備体系課長              | 防衛大学校防衛学教育学群 国防論教育室長 兼 防衛大学校教授 |
| 22                                       | 杉原耕二                        | 2013.8.1 - 2014.11.30           | 防大25期                        | 下関基地隊司令                              | 退職（海将補昇任）                                        |
| 23                                       | 永井澄生                        | 2014.12.1 - 2015.11.30          | 防大27期                        | 対潜資料隊司令                              | 海洋業務・対潜支援群司令 （海将補昇任）                   |
| 海洋業務・対潜支援群司令（海将補（二）） |                                 |                                 |                                 |                                             |                                                           |
| 01                                       | 永井澄生                        | 2015.12.1 - 2018.3.26           | 防大27期                        | 海洋業務群司令                              | 退職                                                      |
| 02                                       | 俵 千城                         | 2018.3.27 - 2019.3.31           | 防大33期                        | 防衛大学校訓練部長                          | 海上幕僚監部指揮通信情報部長                              |
| 03                                       | 竹内 修                         | 2019.4.1 - 2021.3.25            | 防大30期                        | 自衛艦隊司令部作戦主任幕僚                  | 退職                                                      |
| 04                                       | 羽渕博行                        | 2021.3.26 - 2023.3.29           | 慶大・ 45期幹候                 | 防衛監察本部監察官                          | 統合幕僚監部防衛計画部副部長                              |
| 05                                       | 池内 出                         | 2023.3.30 - 2024.3.27           | 防大35期                        | 第3護衛隊群司令                             | 掃海隊群司令                                              |
| 06                                       | 保科俊朗                        | 2024.3.28 - 2025.7.31           | 防大35期                        | 海上幕僚監部監察官                          | 退職                                                      |
| 07                                       | 本村信悟                        | 2025.8.1 -                      | 防大40期                        | 情報本部情報官                              |                                                           |